# Hygrophore limace
Espèce
Hygrophorus latitabundus, l'Hygrophore limace, est une espèce comestible de la famille des Hygrophoraceae.

## Systématique
Le nom scientifique complet (avec auteur) de ce taxon est Hygrophorus latitabundus Britzelm..

### Synonymes
Hygrophorus latitabundus a pour synonymes :
- Agaricus fuscoalbus Lasch
- Hygrophorus fuscoalbus (Lasch) Fr.s.Ncl, 1960
- Hygrophorus olivaceoalbus f. obesus Bres.
- Hygrophorus olivaceoalbus var. obesus (Bres.) Rea
- Limacium fuscoalbum (Lasch) Kummer

## Galerie

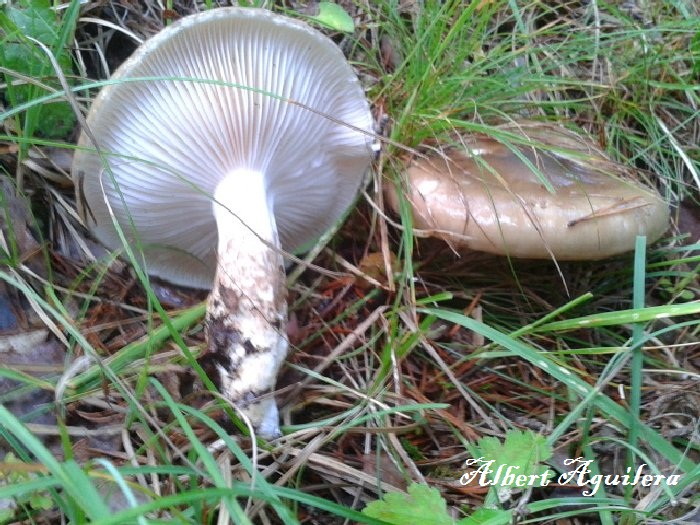
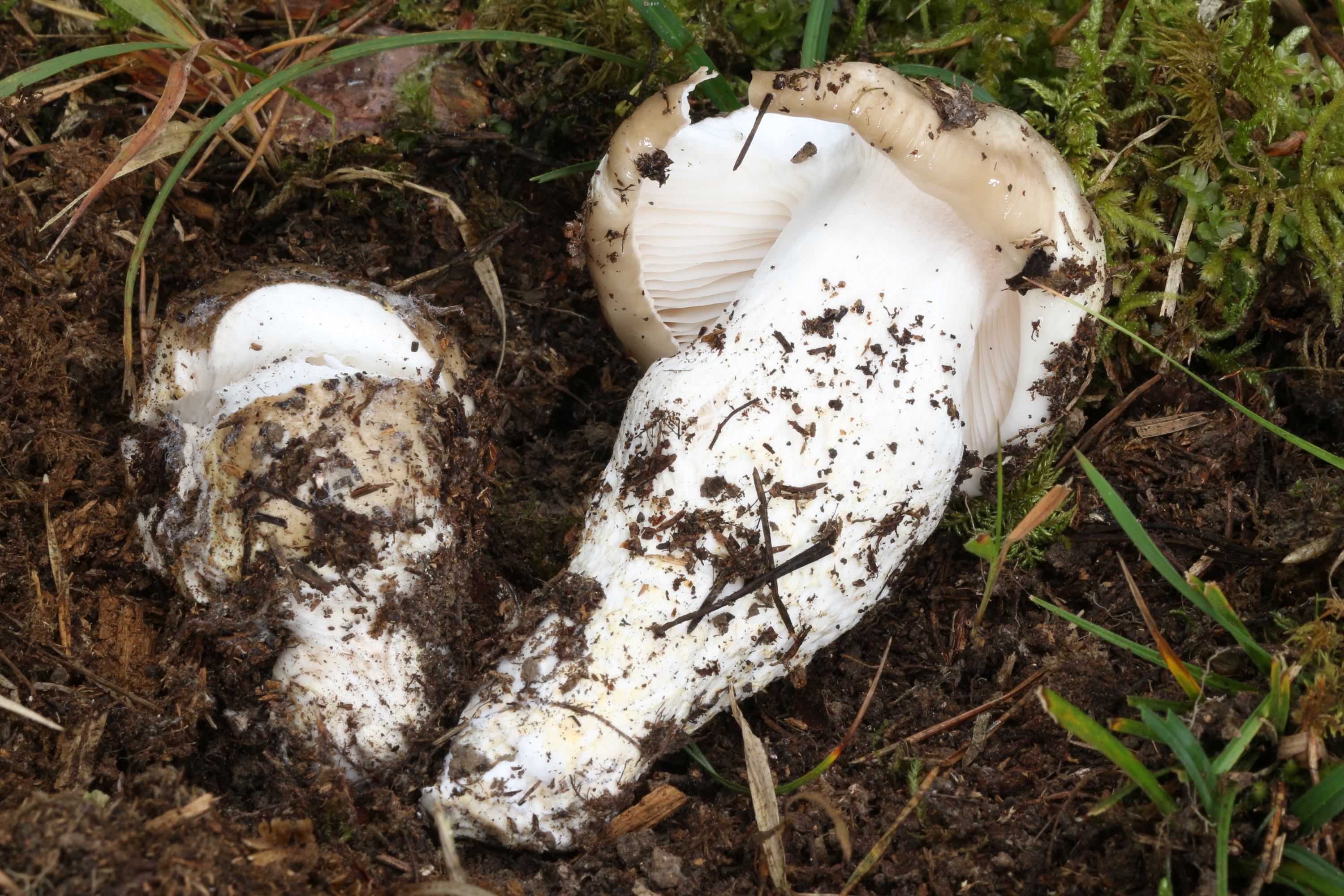
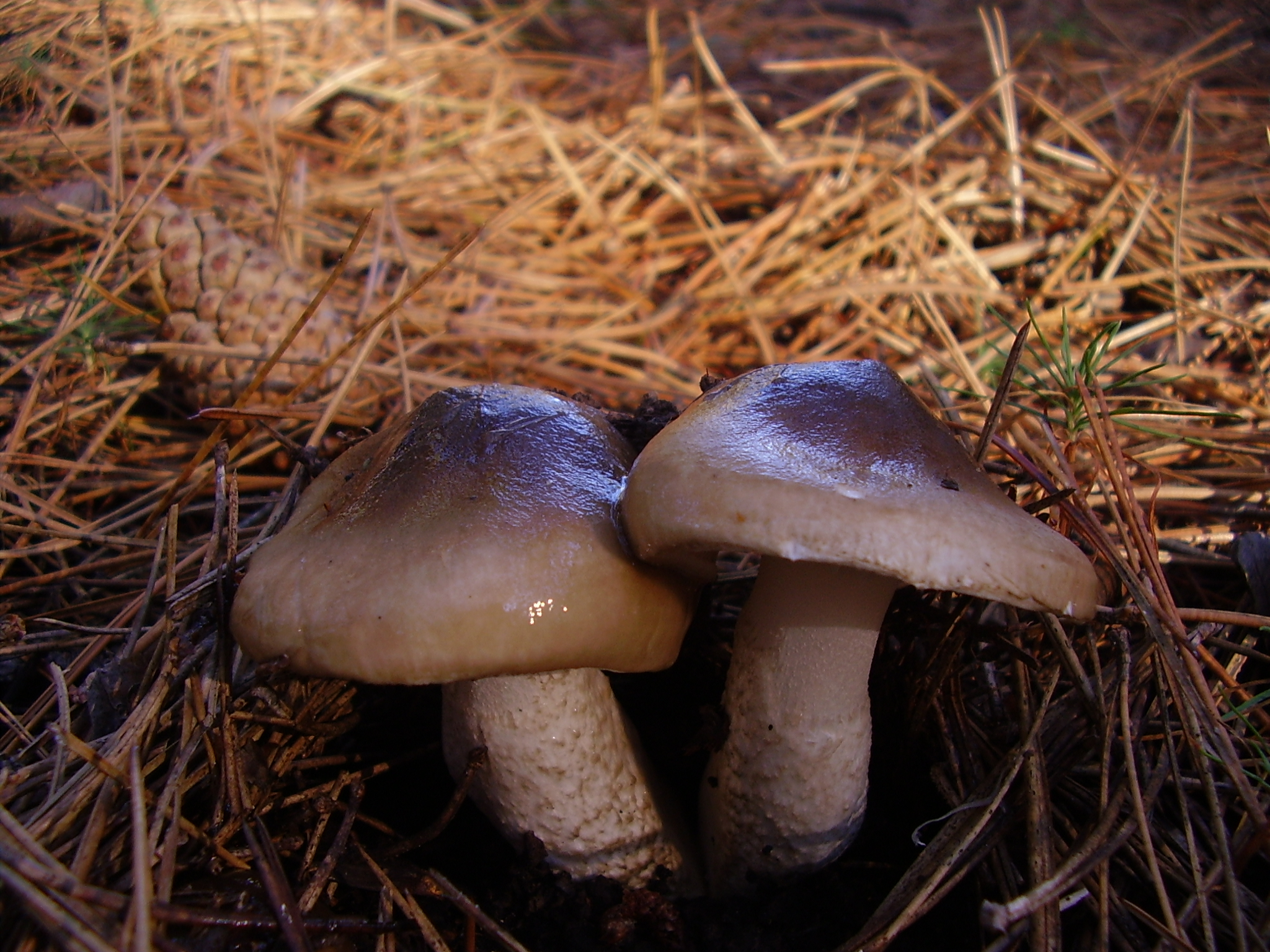
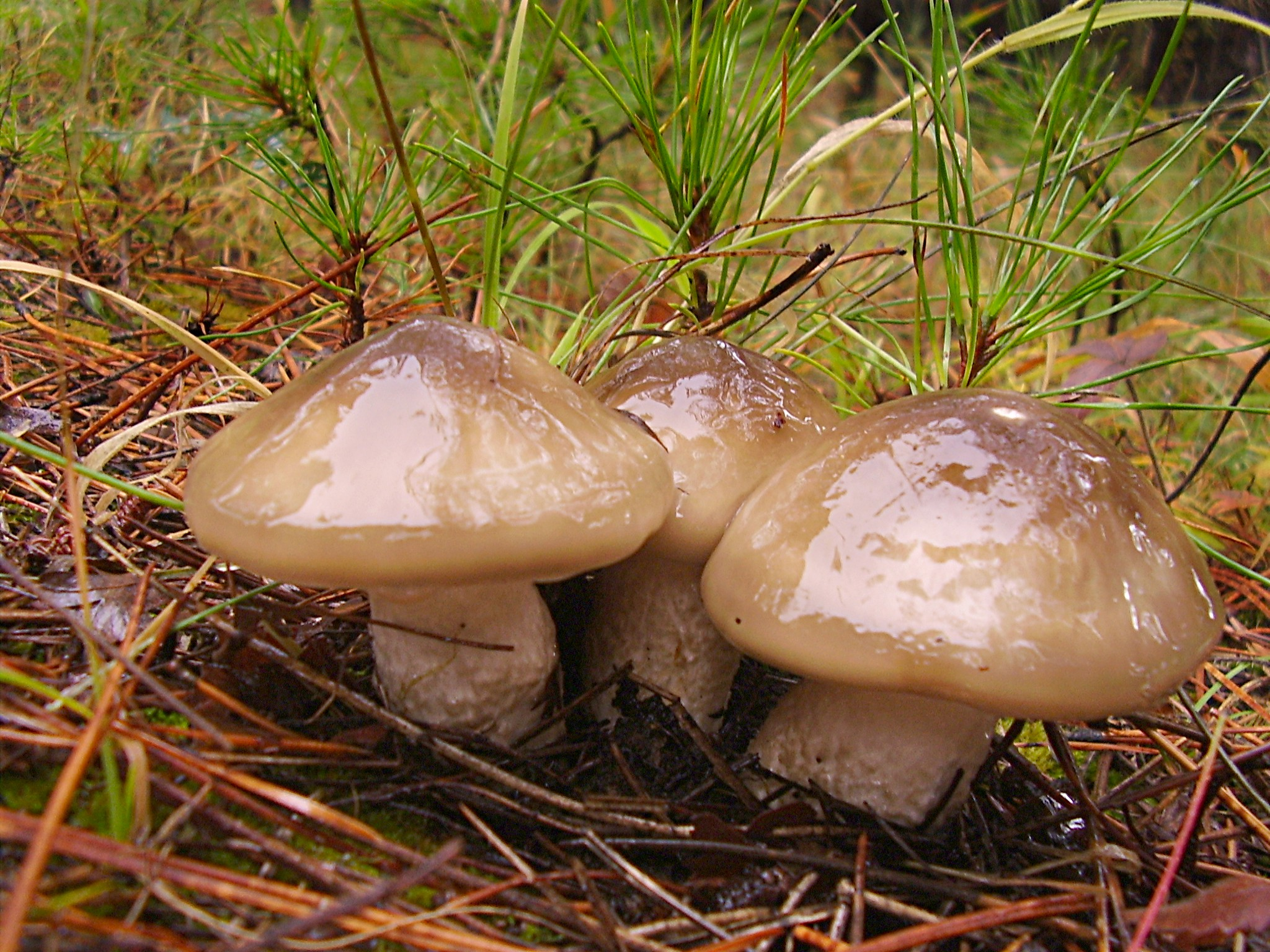